# Short n' Sweet Tour
Short n' Sweet Tour é a quinta turnê de concertos em andamento e a primeira turnê em arenas da cantora americana Sabrina Carpenter, em apoio ao seu sexto álbum de estúdio, Short n' Sweet (2024). A turnê começou em 23 de setembro de 2024, em Columbus, Estados Unidos, e está programada para encerrar em 23 de novembro de 2025, em Los Angeles, Estados Unidos, com um total de 76 shows.

## Anúncios
Carpenter anunciou as datas da turnê na América do Norte em 20 de junho de 2024. As datas europeias foram anunciadas em 23 de julho de 2024. Em 2 de dezembro de 2024, datas adicionais para a perna europeia foram anunciadas, incluindo shows na Suíça e na Escandinávia. Logo após, Sabrina foi anunciada como headliner dos festivais Primavera Sound, em Barcelona, e British Summer Time, em Londres, este adicionando uma segunda data após os ingressos do primeiro dia se esgotarem rapidamente. Nos dias 27 e 28 de fevereiro de 2025, dezessete shows adicionais na América do Norte foram anunciados pelas redes sociais da equipe oficial da cantora. Nos meses seguintes, Sabrina também foi anunciada como headliner dos festivais Lollapalooza e Austin City Limits, nos Estados Unidos.

## Sinopse do concerto
Carpenter abre o show com "Taste" e "Good Graces", acompanhada por seus dançarinos. Isso é seguido por uma nota de boas-vindas de Carpenter, onde ela agradece ao seu ato de abertura, seguida por uma apresentação de "Slim Pickins" em frente à lareira, e "Tornado Warnings" com um dançarino de apoio masculino. Carpenter encerra o set com "Lie to Girls" com dançarinas femininas e um breve trecho de "Decode". Ela abre o próximo set com um anúncio fictício,[carece de fontes?] seguido por uma apresentação de "Bed Chem" em uma cama redonda com dançarinas femininas. O próximo set começa com uma introdução a uma sitcom fictícia, "Sabrina After Dark", onde a banda e os cantores de apoio de Carpenter são apresentados, e Carpenter aparece em um macacão de renda preta da Patou seguido por uma versão jazz de "Feather". Ela prossegue para apresentar "Fast Times" e "Read Your Mind". Carpenter então entra em um banheiro enquanto canta "Sharpest Tool", seguida por um breve trecho de "Opposite". Carpenter prossegue para apresentar "Because I Liked a Boy" e "Coincidence" antes de girar uma garrafa para determinar uma canção de cover surpresa; "Busy Woman", uma faixa bônus, às vezes era apresentada em seu lugar. Carpenter então apresenta "Nonsense", antes de fechar um set com uma tela satírica de "Technical Difficulties" em vez de um final personalizado. O narrador então reaparece, recapitulando os destaques anteriores da turnê, antes de Carpenter correr até ele para repreendê-lo sobre a dificuldade técnica antes de demiti-lo de raiva. Dois anúncios são mostrados que levam a uma apresentação de "Dumb & Poetic", onde Carpenter aparece em um vestido de dois peças de Ludovic de Saint Sernin. Ela então passa algemas rosas para um membro da audiência, com um alerta de "detida por estar quente demais" sendo exibido na tela, antes de prosseguir com "Juno". Enquanto canta "você já tentou esta?", Carpenter provoca novas posições sexuais em cada show. Ela prossegue com uma apresentação de "Please Please Please" e "Don't Smile" antes de encerrar com "Espresso".

## Repertório

### Repertório Original
Esse repertório é relativo ao show de 23 de setembro de 2024 em Columbus, podendo não ser representativo de todos os shows da turnê.
1. "Taste"
2. "Good Graces"
3. "Slim Pickins"
4. "Tornado Warnings"
5. "Lie to Girls" / "Decode"
6. "Bed Chem"
7. "Feather"
8. "Fast Times"
9. "Read Your Mind"
10. "Sharpest Tool" / "Opposite"
11. "Because I Liked a Boy"
12. "Coincidence"
13. Cover Surpresa
14. "Nonsense"
15. "Dumb & Poetic"
16. "Juno"
17. "Please Please Please"
18. "Don't Smile"

Encore
1. "Espresso"

### Covers Surpresa
Em todas as noites da turnê, Carpenter faz um jogo da garrafa no palco para selecionar um cover de uma música para cantar. Durante esta sessão do show, a cantora também pode cantar músicas de sua autoria que não estão no repertório regular da turnê.
- Columbus, Nova York (primeira noite), Boston, Chicago, St. Louis, Orlando, Denver, Seattle, Inglewood (primeira noite), Birmingham, Manchester (primeira noite), Berlim, Milão, Estocolmo (primeira noite): "Mamma Mia" de ABBA
- Toronto (primeira noite): "That Don't Impress Me Much" de Shania Twain
- Detroit, Hartford, Montreal, Charlottesville, São Francisco: "Kiss Me" de Sixpence None the Richer
- Brooklyn, Filadélfia, Houston, Vancouver: "Busy Woman" de Sabrina Carpenter
- Baltimore, Minneapolis, Raleigh, Tampa, Salt Lake City, San Diego, Oslo: "Material Girl" de Madonna
- Nashville (primeira noite), Atlanta, Austin, Portland, Phoenix: "9 to 5" de Dolly Parton
- Dallas: "Hopelessly Devoted to You" de Olivia Newton-John
- Los Angeles (primeira noite): "Ain't No Other Man" e "What a Girl Wants" de Christina Aguilera (com participação da cantora) [21]
- Inglewood (segunda noite): "Super Freak" de Rick James
- Dublin (primeira noite), Manchester (segunda noite), Amsterdã, Copenhague (segunda noite): "15 Minutes" de Sabrina Carpenter
- Dublin (segunda noite), Glasgow, Zurique: "Bad Reviews" de Sabrina Carpenter
- Londres (primeira noite), Bruxelas, Copenhague (primeira noite): "Couldn't Make It Any Harder" de Sabrina Carpenter
- Londres (segunda noite): "Come On Eileen" de Dexys Midnight Runners
- Paris (primeira noite): "Paris" de Sabrina Carpenter
- Paris (segunda noite): "Lady Marmalade" de Labelle
- Estocolmo (segunda noite): "Lay All Your Love on Me" de ABBA

### Repertório para Festivais
Esse repertório é relativo ao show de 5 de julho de 2025, no festival BST Hyde Park, em Londres, podendo não ser representativo de todos os shows em festivais da turnê.
1. "Busy Woman"
2. "Taste"
3. "Good Graces"
4. "Slim Pickins"
5. "Manchild"
6. "Coincidence"
7. "Sharpest Tool"
8. "Because I Liked a Boy"
9. "It's Raining Men" (cover)
10. "Nonsense"
11. "I Couldn't Make It Any Harder"
12. "Feather"
13. "Bed Chem" / "Pony"
14. "Juno"
15. "Please Please Please"
16. "Don't Smile"

Encore
1. "Espresso"

## Datas da turnê
| Data                       | Cidade                     | País                       | Local                      | Ato de abertura            | Público                    | Arrecadação                |
| Etapa 1 — América do Norte | Etapa 1 — América do Norte | Etapa 1 — América do Norte | Etapa 1 — América do Norte | Etapa 1 — América do Norte | Etapa 1 — América do Norte | Etapa 1 — América do Norte |
| -------------------------- | -------------------------- | -------------------------- | -------------------------- | -------------------------- | -------------------------- | -------------------------- |
| 23 de setembro de 2024     | Columbus                   | Estados Unidos             | Nationwide Arena           | Amaarae                    | —                          | —                          |
| 25 de setembro de 2024     | Toronto                    | Canadá                     | Scotiabank Arena           | Amaarae                    | —                          | —                          |
| 26 de setembro de 2024     | Detroit                    | Estados Unidos             | Little Caesars Arena       | Amaarae                    | 13,800 / 13,800            | $1,664,304                 |
| 29 de setembro de 2024     | Nova York                  | Estados Unidos             | Madison Square Garden      | Amaarae                    | 13,985 / 13,985            | $1,935,205                 |
| 30 de setembro de 2024     | Brooklyn                   | Estados Unidos             | Barclays Center            | Amaarae                    | 14,155 / 14,155            | $1,907,779                 |
| 2 de outubro de 2024       | Hartford                   | Estados Unidos             | XL Center                  | Amaarae                    | 11,414 / 11,414            | $1,389,415                 |
| 3 de outubro de 2024       | Boston                     | Estados Unidos             | TD Garden                  | Amaarae                    | 13,615 / 13,615            | $1,934,259                 |
| 5 de outubro de 2024       | Baltimore                  | Estados Unidos             | CFG Bank Arena             | Amaarae                    | 12,251 / 12,251            | $1,550,458                 |
| 8 de outubro de 2024       | Filadélfia                 | Estados Unidos             | Wells Fargo Center         | Amaarae                    | 13,763 / 13,763            | $1,913,428                 |
| 11 de outubro de 2024      | Montreal                   | Canadá                     | Centre Bell                | Amaarae                    | 14,954 / 14,954            | $1,036,151                 |
| 13 de outubro de 2024      | Chicago                    | Estados Unidos             | United Center              | Amaarae                    | 14,223 / 14,223            | $1,929,441                 |
| 14 de outubro de 2024      | Minneapolis                | Estados Unidos             | Target Center              | Amaarae                    | 12,365 / 12,365            | $1,452,678                 |
| 16 de outubro de 2024      | Nashville                  | Estados Unidos             | Bridgestone Arena          | Griff                      | 13,713 / 13,713            | $1,730,223                 |
| 17 de outubro de 2024      | St.Louis                   | Estados Unidos             | Chaifetz Arena             | Griff                      | 11,727 / 11,727            | $1,326,879                 |
| 19 de outubro de 2024      | Raleigh                    | Estados Unidos             | Lenovo Center              | Griff                      | 13,366 / 13,366            | $1,745,993                 |
| 20 de outubro de 2024      | Charlottesville            | Estados Unidos             | John Paul Jones Arena      | Griff                      | 12,482 / 12,482            | $1,471,291                 |
| 22 de outubro de 2024      | Atlanta                    | Estados Unidos             | State Farm Arena           | Griff                      | 13,434 / 13,434            | $1,756,731                 |
| 24 de outubro de 2024      | Orlando                    | Estados Unidos             | Kia Center                 | Griff                      | 12,962 / 12,962            | $1,780,555                 |
| 25 de outubro de 2024      | Tampa                      | Estados Unidos             | Amalie Arena               | Griff                      | 13,193 / 13,193            | $1,853,227                 |
| 27 de outubro de 2024      | Houston                    | Estados Unidos             | Toyota Center              | Griff                      | 12,389 / 12,389            | $1,674,658                 |
| 28 de outubro de 2024      | Austin                     | Estados Unidos             | Moody Center               | Griff                      | 12,203 / 12,203            | $1,346,091                 |
| 30 de outubro de 2024      | Dallas                     | Estados Unidos             | American Airlines Center   | Griff                      | 13,276 / 13,276            | $1,897,468                 |
| 1 de novembro de 2024      | Denver                     | Estados Unidos             | Ball Arena                 | Declan McKenna             | —                          | —                          |
| 2 de novembro de 2024      | Salt Lake City             | Estados Unidos             | Delta Center               | Declan McKenna             | —                          | —                          |
| 4 de novembro de 2024      | Vancouver                  | Canadá                     | Pacific Coliseum           | Declan McKenna             | —                          | —                          |
| 6 de novembro de 2024      | Seattle                    | Estados Unidos             | Climate Pledge Arena       | Declan McKenna             | 14,837 / 14,837            | $1,833,884                 |
| 7 de novembro de 2024      | Portland                   | Estados Unidos             | Moda Center                | Declan McKenna             | —                          | —                          |
| 9 de novembro de 2024      | São Francisco              | Estados Unidos             | Chase Center               | Declan McKenna             | —                          | —                          |
| 10 de novembro de 2024     | San Diego                  | Estados Unidos             | Pechanga Arena             | Declan McKenna             | —                          | —                          |
| 13 de novembro de 2024     | Phoenix                    | Estados Unidos             | Footprint Center           | Declan McKenna             | 13,017 / 13,017            | $1,780,983                 |
| 15 de novembro de 2024     | Los Angeles                | Estados Unidos             | Crypto.com Arena           | Declan McKenna             | —                          | —                          |
| 17 de novembro de 2024     | Inglewood                  | Estados Unidos             | Kia Forum                  | Declan McKenna             | —                          | —                          |
| 18 de novembro de 2024     | Inglewood                  | Estados Unidos             | Kia Forum                  | Declan McKenna             | —                          | —                          |
| Etapa 2 — Europa           |                            |                            |                            |                            |                            |                            |
| 3 de março de 2025         | Dublin                     | Irlanda                    | 3Arena                     | Rachel Chinouriri          | —                          | —                          |
| 4 de março de 2025         | Dublin                     | Irlanda                    | 3Arena                     | Rachel Chinouriri          | —                          | —                          |
| 6 de março de 2025         | Birmingham                 | Reino Unido                | Utilita Arena              | Rachel Chinouriri          | —                          | —                          |
| 8 de março de 2025         | Londres                    | Reino Unido                | The O2 Arena               | Rachel Chinouriri          | —                          | —                          |
| 9 de março de 2025         | Londres                    | Reino Unido                | The O2 Arena               | Rachel Chinouriri          | —                          | —                          |
| 11 de março de 2025        | Glasgow                    | Reino Unido                | OVO Hydro                  | Rachel Chinouriri          | —                          | —                          |
| 13 de março de 2025        | Manchester                 | Reino Unido                | Co-op Live                 | Rachel Chinouriri          | —                          | —                          |
| 14 de março de 2025        | Manchester                 | Reino Unido                | Co-op Live                 | Rachel Chinouriri          | —                          | —                          |
| 16 de março de 2025        | Paris                      | França                     | Accor Arena                | Rachel Chinouriri          | —                          | —                          |
| 17 de março de 2025        | Paris                      | França                     | Accor Arena                | Rachel Chinouriri          | —                          | —                          |
| 19 de março de 2025        | Berlim                     | Alemanha                   | Uber Arena                 | Rachel Chinouriri          | —                          | —                          |
| 22 de março de 2025        | Bruxelas                   | Bélgica                    | ING Arena                  | Rachel Chinouriri          | —                          | —                          |
| 23 de março de 2025        | Amsterdã                   | Países Baixos              | Ziggo Dome                 | Rachel Chinouriri          | —                          | —                          |
| 26 de março de 2025        | Milão                      | Itália                     | Unipol Forum               | Rachel Chinouriri          | —                          | —                          |
| 27 de março de 2025        | Zurique                    | Suíça                      | Hallenstadion              | Rachel Chinouriri          | —                          | —                          |
| 30 de março de 2025        | Oslo                       | Noruega                    | Unity Arena                | Rachel Chinouriri          | —                          | —                          |
| 31 de março de 2025        | Copenhague                 | Dinamarca                  | Royal Arena                | Rachel Chinouriri          | —                          | —                          |
| 1 de abril de 2025         | Copenhague                 | Dinamarca                  | Royal Arena                | Rachel Chinouriri          | —                          | —                          |
| 3 de abril de 2025         | Estocolmo                  | Suécia                     | Avicii Arena               | Rachel Chinouriri          | —                          | —                          |
| 4 de abril de 2025         | Estocolmo                  | Suécia                     | Avicii Arena               | Rachel Chinouriri          | —                          | —                          |
| Etapa 3 — Festivais        |                            |                            |                            |                            |                            |                            |
| 6 de junho de 2025         | Barcelona                  | Espanha                    | Parc del Fòrum             | —                          | —                          | —                          |
| 5 de julho de 2025         | Londres                    | Reino Unido                | Hyde Park                  | Beabadoobee Clairo         | —                          | —                          |
| 6 de julho de 2025         | Londres                    | Reino Unido                | Hyde Park                  | Olivia Dean Clairo         | —                          | —                          |
| 3 de agosto de 2025        | Chicago                    | Estados Unidos             | Grant Park                 | —                          | —                          | —                          |
| 4 de outubro de 2025       | Austin                     | Estados Unidos             | Zilker Park                | —                          | —                          | —                          |
| 11 de outubro de 2025      | Austin                     | Estados Unidos             | Zilker Park                | —                          | —                          | —                          |
| Etapa 4 — América do Norte |                            |                            |                            |                            |                            |                            |
| 23 de outubro de 2025      | Pittsburgh                 | Estados Unidos             | PPG Paints Arena           | Amber Mark Olivia Dean     | —                          | —                          |
| 24 de outubro de 2025      | Pittsburgh                 | Estados Unidos             | PPG Paints Arena           | Amber Mark Olivia Dean     | —                          | —                          |
| 26 de outubro de 2025      | Nova Iorque                | Estados Unidos             | Madison Square Garden      | Amber Mark Olivia Dean     | —                          | —                          |
| 28 de outubro de 2025      | Nova Iorque                | Estados Unidos             | Madison Square Garden      | Amber Mark Olivia Dean     | —                          | —                          |
| 29 de outubro de 2025      | Nova Iorque                | Estados Unidos             | Madison Square Garden      | Amber Mark Olivia Dean     | —                          | —                          |
| 31 de outubro de 2025      | Nova Iorque                | Estados Unidos             | Madison Square Garden      | Amber Mark Olivia Dean     | —                          | —                          |
| 1 de novembro de 2025      | Nova Iorque                | Estados Unidos             | Madison Square Garden      | Amber Mark Olivia Dean     | —                          | —                          |
| 4 de novembro de 2025      | Nashville                  | Estados Unidos             | Bridgestone Arena          | Amber Mark Olivia Dean     | —                          | —                          |
| 5 de novembro de 2025      | Nashville                  | Estados Unidos             | Bridgestone Arena          | Amber Mark Olivia Dean     | —                          | —                          |
| 10 de novembro de 2025     | Toronto                    | Canadá                     | Scotiabank Arena           | Amber Mark Ravyn Lenae     | —                          | —                          |
| 11 de novembro de 2025     | Toronto                    | Canadá                     | Scotiabank Arena           | Amber Mark Ravyn Lenae     | —                          | —                          |
| 16 de novembro de 2025     | Los Angeles                | Estados Unidos             | Crypto.com Arena           | Amber Mark Ravyn Lenae     | —                          | —                          |
| 17 de novembro de 2025     | Los Angeles                | Estados Unidos             | Crypto.com Arena           | Amber Mark Ravyn Lenae     | —                          | —                          |
| 19 de novembro de 2025     | Los Angeles                | Estados Unidos             | Crypto.com Arena           | Amber Mark Ravyn Lenae     | —                          | —                          |
| 20 de novembro de 2025     | Los Angeles                | Estados Unidos             | Crypto.com Arena           | Amber Mark Ravyn Lenae     | —                          | —                          |
| 22 de novembro de 2025     | Los Angeles                | Estados Unidos             | Crypto.com Arena           | Amber Mark Ravyn Lenae     | —                          | —                          |
| 23 de novembro de 2025     | Los Angeles                | Estados Unidos             | Crypto.com Arena           | Amber Mark Ravyn Lenae     | —                          | —                          |